# Gonzalo Nieto Feliner
Gonzalo Nieto Feliner (Madrid, 1958) es un botánico y curador español. Profesor de Investigación del Real Jardín Botánico (CSIC), fue su director hasta junio de 2014.
Posee un doctorado en Biología (Botánica) por la Universidad Complutense de Madrid. Es especialista en filogenia y filogeografía de angiospermas, hibridación natural y sus efectos en la evolución.

## Algunas publicaciones
- I. Ceron-Souza, Turner, B.L.; Winter, K.; Medina, E.; Bermingham, E.; Nieto Feliner, G. 2014. Reproductive phenology and physiological traits in the red mangrove hybrid complex Rhizophora mangle and R. racemosa) across a natural gradient of nutrients and salinity. Plant Ecology 215: 481-493. (DOI 10.1007/s11258-014-0315-1)

- Gonzalo Nieto Feliner. 2014. Patterns and processes in plant phylogeography in the Mediterranean Basin. A review, Perspectives in Plant Ecology, Evolution and Systematics 16: 265-278 (http://dx.doi.org/10.1016/j.ppees.2014.07.002)

- ---------------------, Henry F. Oakeley. 2009. Bicentenario de Darwin: orquídeas--J.C. Mutis. 10 pp.

- ---------------------, Rosselló, J.A. 2007. Better the devil you know? Guidelines for insightful utilization of nrDNA ITS in species-level evolutionary studies in plants. Molecular Phylogenetics and Evolution, 44 (2), 911-919

- --------------; Gutiérrez Larena, B.; Fuertes Aguilar, J. 2004. Fine scale geographical structure, intra-individual polymorphism and recombination in nuclear ribosomal internal transcribed spacers in Armeria (Plumbaginaceae). Annals of Botany 93: 189-200

- Gutiérrez Larena, B.; Fuertes Aguilar, J.; Nieto Feliner, G. 2002. Glacial-induced altitudinal migrations in Armeria (Plumbaginaceae) inferred from patterns of cpDNA haplotype sharing. Molecular Ecology 11: 1965-1974

- Nieto Feliner, G.; Fuertes Aguilar, J.; Rosselló, J.A. 2001. Canextensive reticulation and concerted evolution result in a cladistically structured molecular data set?. Cladistics 17 (4): 301-312

- Fuertes Aguilar, J.; Rosselló, J. A.; Nieto Feliner, G. 1999. Molecular evidence for the compilospecies model of reticulate evolution in Armeria (Plumbaginaceae). Systematic Biology 48: 735-754

- 1991. Breeding systems and related floral traits in several Erysimum (Cruciferae). Ed. National Research Council of Canada. 7 pp.

### Libros
- 2005. Plant Evolution in Mediterranean Climate Zones: International Organization of Plant Biosystemtists (IOPB), IXth Meeting 16-19 May 2004, Valencia, Spain. Ed. International Association for Plant Taxonomy. 149 pp. ISBN 3950175415

- Santiago Castroviejo, Gonzalo Nieto Feliner, Stephen L. Jury, A. Herrero. 2003. Flora Iberica: Plantas vasculares de la Península Ibérica e Islas Baleares. Volumen 10 de Flora Iberica. 498 pp. ISBN 8400081501

- 1985. Estudio crítico de la flora orófila del suroeste de León: Montes Aquilianos, Sierra del Teleno y Sierra de la Cabrera. Volumen 2 de Ruizia. Monografías del Real Jardín Botánico. 239 pp. ISBN 8400060385

## Honores
- Presidente de la International Organization of Plant Biosystematists
- La abreviatura «Nieto Fel.» se emplea para indicar a Gonzalo Nieto Feliner como autoridad en la descripción y clasificación científica de los vegetales.[4]